# Calosoma peregrinator
Calosoma peregrinator är en skalbaggsart som beskrevs av Guérin-Méneville 1844. Calosoma peregrinator ingår i släktet Calosoma och familjen jordlöpare. Inga underarter finns listade i Catalogue of Life.